# گراسیموس اسکیاداریس
گراسیموس اسکیاداریس (به انگلیسی: Gerasimos Skiadaresis) (زاده ۱۹۶۰) بازیگر یونانی است.
از فیلم‌های معروف او می‌توان به بازی در فیلم ماندولین کاپیتان کارولی اشاره کرد.